# B.Z.

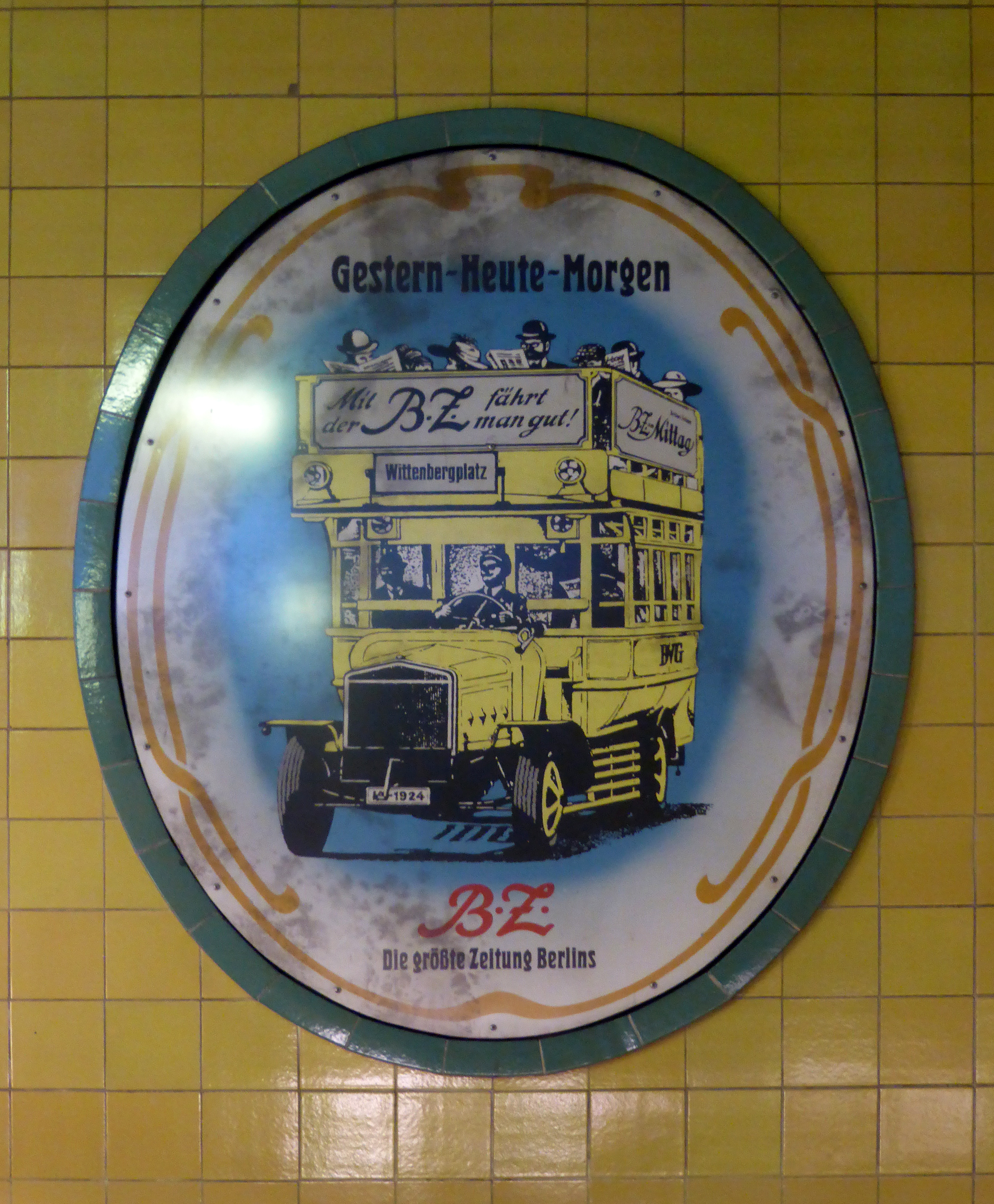
Historisierende B.Z. Werbung im U-Bahnhof Wittenbergplatz, Berlin

B.Z. ist eine Boulevardzeitung aus Berlin, die in der B.Z. Ullstein GmbH, einem hundertprozentigen Tochterunternehmen der Axel Springer SE, erscheint. Sie ist in Berlin zurzeit die Lokalzeitung mit der höchsten Auflage, hat aber in den letzten Jahren hohe Auflageneinbußen hinnehmen müssen. Die verkaufte Auflage beträgt 70.689 Exemplare, ein Minus von 43,6 Prozent seit 2013. Die B.Z. ist nicht zu verwechseln mit den in Ost-Berlin gegründeten Blättern Berliner Zeitung und BZ am Abend (heute Berliner Kurier).

## Geschichte
Bei seiner Gründung am 1. Oktober 1877 hieß das Blatt Berliner Zeitung, abgekürzt als B.Z. 1878 kaufte sie Leopold Ullstein. 1904 wurde sie zur B.Z. am Mittag umstrukturiert – und verdeutlichte, dass sie eine Tageszeitung war. Nach der Einstellung im Zweiten Weltkrieg und der Rückgabe des während der nationalsozialistischen Herrschaft enteigneten Ullstein-Vermögens erschien die B.Z. erstmals am 19. November 1953 wieder. Seit der Übernahme des Ullstein-Verlages 1960 ist sie – wie die Bild-Zeitung und Die Welt – zu den Zeitungen des Axel-Springer-Konzerns zu rechnen und trägt auch deren politische Linie mit.
Am 9. November 2006 verkündete der Verlag, die Zeitung in eine eigene Gesellschaft, die B.Z. Ullstein GmbH, auszugliedern. Sie sollte so im hart umkämpften Berliner Markt profitabler werden. Mit der Ausgliederung verbunden war ein Umzug der Redaktion im Februar 2007 vom Axel-Springer-Hochhaus in Kreuzberg an den Kurfürstendamm in das Neue Kranzler Eck in Charlottenburg. Die zur Fußball-Weltmeisterschaft 2006 auf den Markt gebrachte und seit August 2006 mit einer Auflage von 50.000 Exemplaren vertriebene Sport-B.Z. wurde zum 22. Dezember 2006 wieder eingestellt. Von 2006 bis 2016 schrieb der frühere Tempo-Textchef Uwe Kopf die Kolumne TV-Kopf des Tages.
Im Juli 2013 kündigte der Springer-Konzern im Rahmen einer Neuordnung seiner Print-Sparte die Vereinigung der Redaktionen von B.Z. und der Berliner Ausgabe der Bild an. Beide Titel sollen aber – sowohl gedruckt als auch online – ihre Eigenständigkeit behalten. In der Folge tauschte die B.Z. mit dem Springer-Schwesterblatt Berliner Morgenpost (Mopo) im November 2013 die Räumlichkeiten: Die B.Z. zog zurück in das Axel-Springer-Hochhaus, die Mopo übernahm von der B.Z. deren vorherige Räumlichkeiten im Neuen Kranzler Eck.

## Auflage
Die B.Z. gehört zu den deutschen Tageszeitungen mit den größten Auflagenverlusten der vergangenen Jahre. Bis in die 2010er Jahre warb die Zeitung mit dem Slogan „Berlins größte Zeitung“. Seit 2021 verwendet sie den Slogan „Die Stimme Berlins“.

### Montags bis freitags
Die verkaufte Auflage ist von 1998 bis Ende 2012 um 54 Prozent gesunken. Sie betrug bei der letzten Meldung an die IVW 135.873 Exemplare. Das entspricht einem Rückgang von 159.046 Stück. Danach stellte das Blatt die Meldung der Auflagenzahlen an die IVW auf den Zeitraum von Montag bis Samstag um.
| 1998   | 1999   | 2000   | 2001   | 2002   | 2003   | 2004   | 2005   | 2006   | 2007   | 2008   | 2009   | 2010   | 2011   | 2012   | 2013 | 2014 | 2015 | 2016 | 2017 | 2018 | 2019 | 2020 | 2021 | 2022 | 2023 | 2024 |
| ------ | ------ | ------ | ------ | ------ | ------ | ------ | ------ | ------ | ------ | ------ | ------ | ------ | ------ | ------ | ---- | ---- | ---- | ---- | ---- | ---- | ---- | ---- | ---- | ---- | ---- | ---- |
| 283739 | 275428 | 267313 | 253281 | 226921 | 221313 | 204275 | 187778 | 188622 | 183640 | 175101 | 167335 | 160816 | 147176 | 135873 |      |      |      |      |      |      |      |      |      |      |      |      |

### Montags bis samstags
Die verkaufte Auflage ist seit 2013 um durchschnittlich 5,1 % pro Jahr gesunken. Im letzten Jahr lag die Abnahme bei 4,8 %. Sie beträgt gegenwärtig 70.689 Exemplare. Der Anteil der Abonnements an der verkauften Auflage liegt bei 17,6 Prozent.
| 1998 | 1999 | 2000 | 2001 | 2002 | 2003 | 2004 | 2005 | 2006 | 2007 | 2008 | 2009 | 2010 | 2011 | 2012 | 2013   | 2014   | 2015   | 2016   | 2017  | 2018  | 2019  | 2020  | 2021  | 2022  | 2023  | 2024  |
| ---- | ---- | ---- | ---- | ---- | ---- | ---- | ---- | ---- | ---- | ---- | ---- | ---- | ---- | ---- | ------ | ------ | ------ | ------ | ----- | ----- | ----- | ----- | ----- | ----- | ----- | ----- |
|      |      |      |      |      |      |      |      |      |      |      |      |      |      |      | 125307 | 119962 | 115023 | 100914 | 92253 | 83440 | 88792 | 86023 | 88980 | 78933 | 74022 | 70450 |

### Sonntags
Die Sonntagsausgabe wurde zum 30. Juli 2023 eingestellt, sodass es seitdem eine Wochenendausgabe gibt, die für Samstag und Sonntag gilt.
| 1998   | 1999   | 2000   | 2001   | 2002   | 2003   | 2004   | 2005   | 2006   | 2007   | 2008   | 2009  | 2010  | 2011  | 2012  | 2013  | 2014  | 2015  | 2016  | 2017  | 2018  | 2019  | 2020  | 2021  | 2022  | 2023 | 2024 |
| ------ | ------ | ------ | ------ | ------ | ------ | ------ | ------ | ------ | ------ | ------ | ----- | ----- | ----- | ----- | ----- | ----- | ----- | ----- | ----- | ----- | ----- | ----- | ----- | ----- | ---- | ---- |
| 148263 | 146525 | 155202 | 150414 | 132576 | 128413 | 121409 | 115433 | 113269 | 109817 | 105781 | 99534 | 96973 | 86746 | 79287 | 70562 | 64832 | 61211 | 52712 | 39218 | 37208 | 50213 | 57842 | 60621 | 52815 |      |      |

## Chefredakteure
- November 1953 bis November 1960: Karl-Heinz Hagen[15]
- Dezember 1960 bis September 1973: Malte-Till Kogge[16]
- Oktober 1973 bis Juli 1991: Wilhelm Pannier
- August 1991 bis Juli 1992: Claus Larass (Stellvertreter 1991/92: Kai Diekmann)
- August 1992 bis September 1996: Wolfgang Kryszohn
- Oktober 1996 bis Juni 1998: Manfred von Thien
- Juli 1998 bis Dezember 2000: Franz Josef Wagner
- Januar 2001 bis Juli 2003: Georg Gafron
- August 2003 bis Oktober 2004: Florian von Heintze
- November 2004 bis Juli 2008: Walter Mayer
- August 2008 bis Januar 2017: Peter Huth
- Februar 2017 bis September 2022: Miriam Krekel
- seit Oktober 2022: Jan Schilde

## B.Z.-Kulturpreis
Seit 1991 vergibt die Zeitung jährlich einen Kulturpreis, den Berliner Bären.

## Aktion „Berliner Helden“
Gemeinsam mit Berliner Experten für freiwillige Arbeit gründete die B.Z. im Oktober 2009 das soziale Netzwerk der „Berliner Helden“. „Wer helfen will, der soll durch die Aktion „Berliner Helden“ erfahren, wo er gebraucht wird und wo seine Hilfe am sinnvollsten eingesetzt werden kann.“ Auf der Website www.berliner-helden.com und täglich in der B.Z. werden die so genannten Aktionen zum Mitmachen, vorgestellt – von Hausaufgabenhilfe oder Renovieren eines Aufenthaltsraumes bis zum Müll im Wald sammeln oder Spielplatzbauen.